# Viktorija Šimon Vuletić
Viktorija Šimon Vuletić (Beograd, 25. ožujka 1959.) istaknuta subotička kulturna djelatnica. Po obrazovanju etnologinja-antropologinja.

## Životopis
Rođena u Beogradu. Završila specijaliziranu gramatičku školu za jezik na mađarskom. Studirala psihologiju, etnologiju i antopologiju na Sveučilištu u Beogradu. Radila kao učiteljica engleskog jezika na Otvorenom sveučilištu u Subotici. 1986. radila za TV Novi Sad kao programska asistentica. 1989. objavila zbirku kratkih priča. Prevela Allana Wattsa.
Od 2000. zaposlena je kao etnologinja u Gradskom muzeju u Subotici. Ondje je objavila stručni rad "Dossier: Kentaur – Identitet ljudi u multietničkim porodicama u Subotici". Priredila i organizirala autorske izložbe "Istočna Afrika u doba Oskara Vojnića i suvremenika" i "Kava kava i betel" iz zaostavštine Oskara Vojnića. Direktorica subotičkog Art kina Aleksandar Lifka od 2011. do nedavno. Prestanak obnašanja dužnosti popratila je skupštinska i javna polemika. U subotičkoj periodici objavila je književne, stručne i polemičke tekstove: Rukovet, Subotičke novine, Museion.... Šimon Vuletić je suosnivačica je Umjetničke radionice Medijala. Prevodi s mađarskog i engleskog jezika. Potpisnica je Deklaracije o zajedničkom jeziku, u kojoj se tvrdi da se u Hrvatskoj, Bosni i Hercegovini, Srbiji i Crnoj Gori govore nacionalne standardne varijante zajedničkog policentričnog standardnog jezika.